# Diego Quintero Bueno
Diego Quintero Bueno (Sevilla, España, 7 de enero de 1959) es un entrenador y exjugador de fútbol español.

## Trayectoria
Como futbolista se formó en las filas del Sevilla Atlético, pasando por varios equipos de Segunda División y Segunda B, como el Albacete Balompié, UD Poblense, Algeciras CF, Agrupación Deportiva Ceuta y CA Marbella.
Tras retirarse a finales de los años 1980, ejerció de segundo técnico en todos los equipos dirigidos por el croata Sergio Kresic (Real Betis, CP Mérida, Real Valladolid, UD Las Palmas, Real Mallorca, Recreativo de Huelva y Real Murcia).
En julio de 2007 firmó como entrenador de la Asociación Deportiva Ceuta, iniciando así su carrera como primer entrenador. En julio de 2011 firmó como entrenador del Mérida UD.
- Datos: Q5806509